# In My Bones
In My Bones is een nummer van de Amerikaanse zanger Ray Dalton uit 2020.
Hoewel het nummer flopte in Amerika, werd "In My Bones" een bescheiden (radio)hit in een aantal Europese landen. Het nummer werd bijvoorbeeld een hit in Vlaanderen, waar het de 13e positie behaalde in de Vlaamse Ultratop 50. Hiermee was het voor het eerst dat Dalton solo in die lijst terechtkwam. In tegenstelling tot Vlaanderen, sloeg het nummer in Nederland niet aan.